# INRI

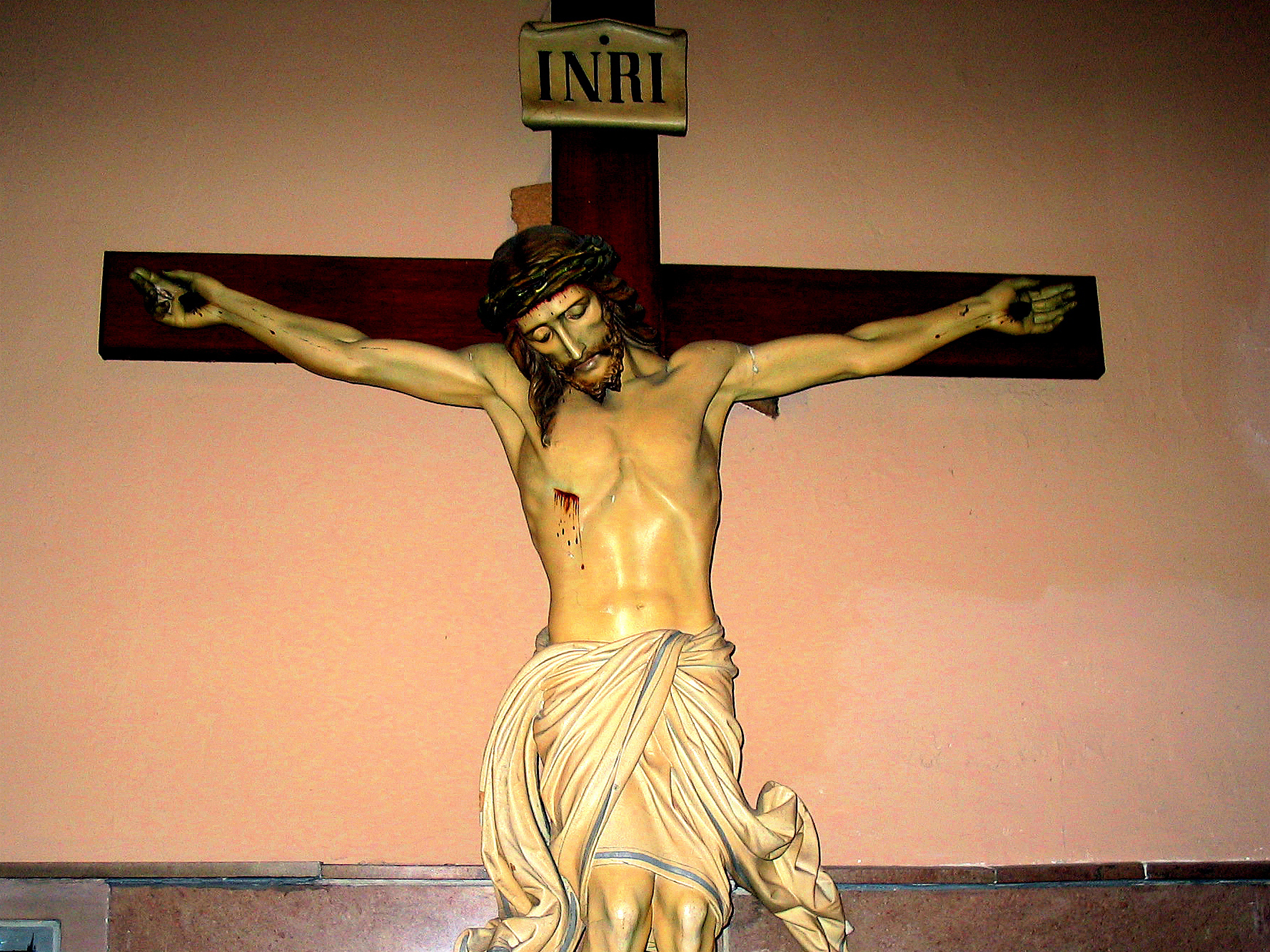
Một Thập tự giá của Công giáo La Mã với tấm bản, Núi Adams, Cincinnati

INRI là những ký tự viết tắt cho câu viết tiếng Latinh: Iēsus Nazarēnus, Rēx Iūdaeōrum, nghĩa là: "Giê-su thành Nazareth, Vua dân Do Thái". Chữ này xuất hiện trong Phúc âm John (19:19) của Tân Ước. Những đoạn khác tương tự có trong Matthew (27: 37); Mark (15: 26) và Luke (23: 38).
Nhiều tượng thánh giá có cả một tấm bảng hay tấm giấy da đúng kiểu mang những ký tự INRI viết lên đó, thỉnh thoảng được khắc trực tiếp lên thánh giá, thông thường nó chỉ được treo ở bên trên tượng Chúa Giê-su.
Trong Phúc âm Gioan (19: 19-20) những chữ này được giải thích:
Ông Philate cho viết một tấm bảng và treo trên thập giá; bảng đó có ghi: "Giê-su Nadares, Vua dân Do-thái." Trong dân Do-thái, có nhiều người đọc được bảng đó, vì nơi Đức Giê-su bị đóng đinh là một địa điểm ở gần thành. Tấm bảng này viết bằng các tiếng: Híp-ri, La-tinh và Hy-lạp.
Một số Giáo hội Chính Thống giáo Đông Phương sử dụng những ký tự tiếng Hy Lạp INBI dựa vào văn bản tiếng Hy Lạp về chữ khắc trên thánh giá: Ἰησοῦς ὁ Ναζωραῖος ὁ Bασιλεὺς τῶν Ἰουδαίων. Sự thay đổi khác nào đó về dòng chữ này: ὁ Bασιλεὺς τοῦ κόσμου (Vua Thế giới), không phải ngụ ý rằng đây thực sự là những gì được viết, trừ phi đó là những gì cần phải viết. Một số Giáo hội Chính Thống khác (như Giáo hội Chính thống La Mã) cũng sử dụng phiên bản INRI.
Trong tiếng Do Thái, câu này thông thường đều được viết lại: ישוע הנצרי ומלך היהודים (Yeshua` HaNotsri U'Melech HaYehudim).
Như việc Pilate La Mã với người Do Thái, cho phép họ có chế độ tự trị hạn chế. Khi những thượng tế Do thái than trách rằng Giê-su đang can thiệp vào chính quyền tự trị đó bằng việc tự nhận là Con Thiên Chúa, Phi-la-tô thách thức Giê-su bằng câu nói: "Ông có phải là vua dân Do Thái không?" (John 18:33) để phủ nhận chức vị của Giê-su. Giê-su không từ chối sự tố cáo. Việc Phi-la-tô miễn cưỡng để đóng đinh Giê-su vào thánh giá thì phù hợp với những văn bản của tín đồ Kitô, trái ngược với sự tán thành việc này của hàng nghìn người Do thái và Samari trong thời gian ấy.
Nhiều đức tin cho rằng, sự biện hộ cho việc đóng đinh vào thánh giá là tuyên bố của chính Giê-su về sứ mạng của mình. Tuy nhiên, trong John có đoạn viết:
Các thượng tế của người Do Thái nói với ông Philate: "Xin ngài đừng viết: "Vua dân Do-thái", nhưng viết: "Tên này đã nói: Ta là Vua dân Do-Thái". Ông Phi-la-tô trả lời: "Ta viết sao, cứ để vậy!"
Dường như được hiểu bóng gió rằng: Phi-la-tô đã phủ quyết lời tố cáo Giê-su của người Do Thái vì người đã nhận mình là vua (John 19:12), thay vào đó Phi-la-tô lại cho rằng Giê-su bị đóng đinh vào thánh giá bởi vì Người là Vua của dân Do Thái. Như vậy, các tín đồ Kitô giáo sơ khai như ở thế kỷ thứ hai quả quyết, Phi-la-tô bị thuyết phục rằng Giê-su là Đấng Messiah.